# Espot
Espot est une commune de la comarque de Pallars Sobirà dans la province de Lérida en Catalogne (Espagne).

## Géographie
Commune située dans les Pyrénées

## Personnalités liées à la commune
- Aurèlia Pijoan Querol (1910-1998), doctoresse républicaine espagnole qui a dirigé dans la commune le centre de repos des combattants durant la guerre d'Espagne[1].